# Zogbodomey
Zogbodomey est une commune et une ville du sud du Bénin, préfecture du département du Zou.

## Géographie

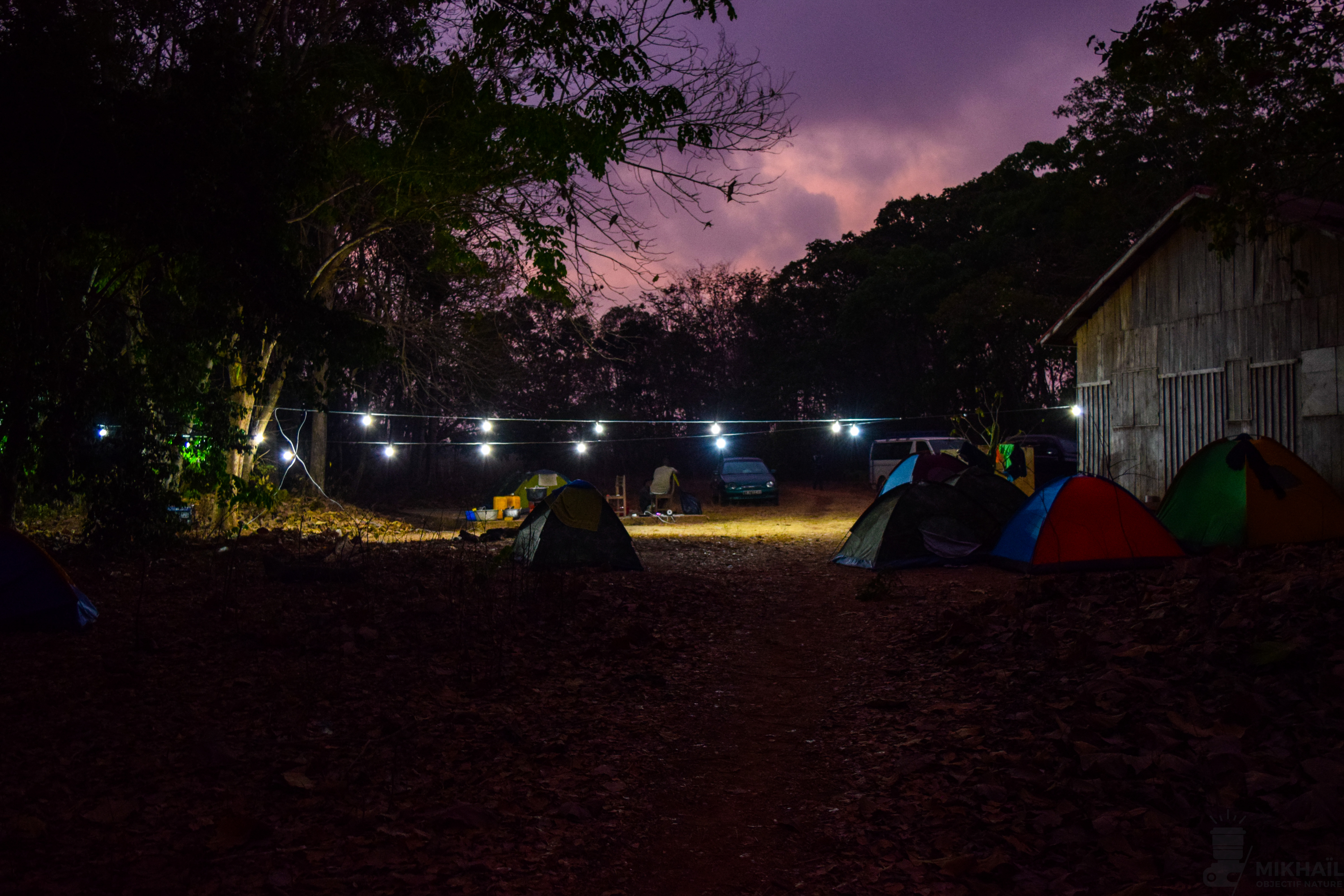
Campement sur la base de vie de Kô dans la Lama à Zogbodomey au Bénin.

### Localisation
| Agbangnizoun | Bohicon, Za-Kpota, | Covè       |
| Agbangnizoun | Zogbodomey         | Zangnanado |
| Lalo         | Toffo              | Zè         |

## Démographie
Lors du recensement de 2013 (RGPH-4), la commune comptait 92 935 habitants.

## Administration
| Période                                  | Période  | Identité             | Étiquette | Qualité |
| ---------------------------------------- | -------- | -------------------- | --------- | ------- |
| 2020                                     | en cours | Zinsou David Towèdjè |           |         |
| Les données manquantes sont à compléter. |          |                      |           |         |

## Galerie de photos

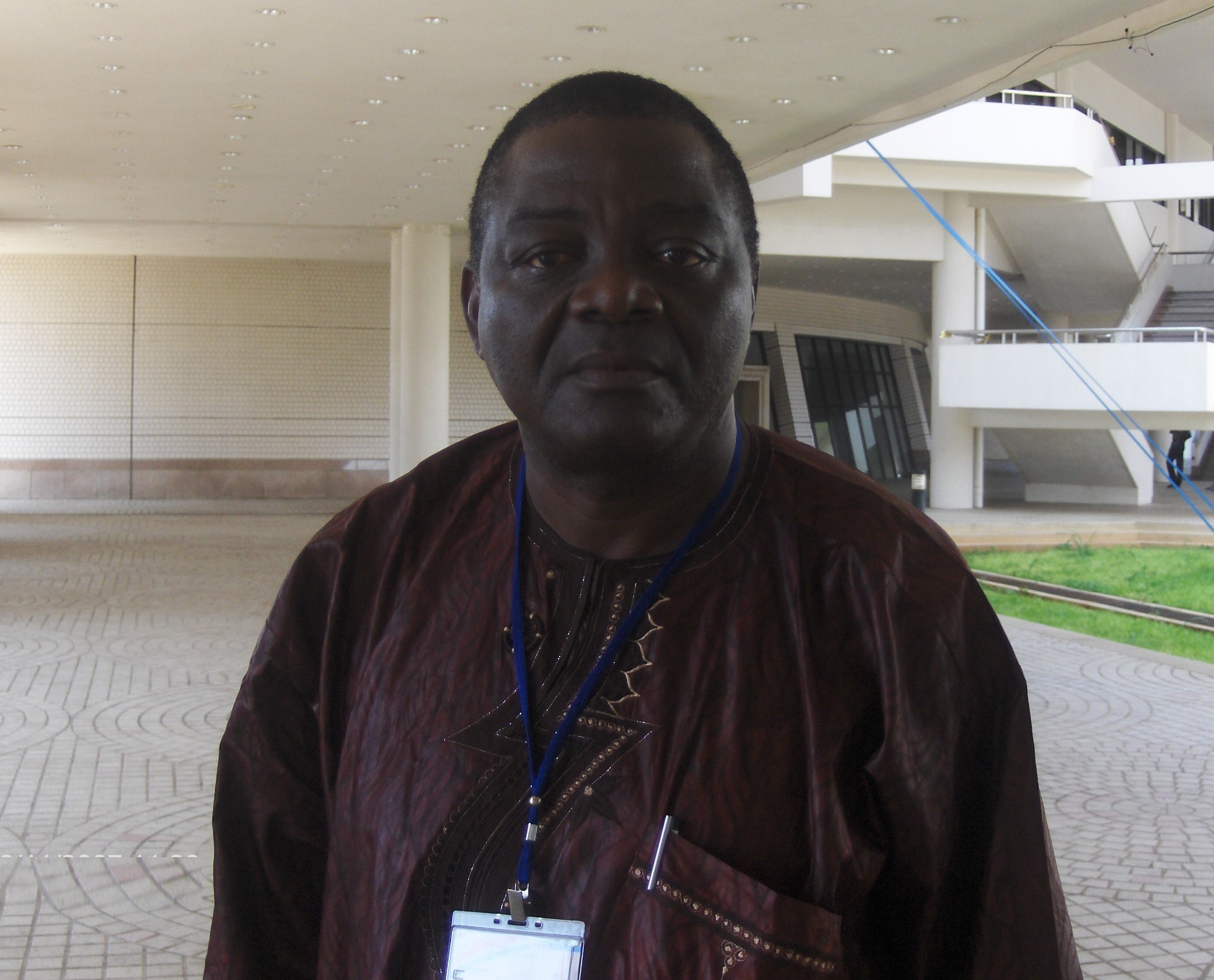
Mama Soumaila ancien maire de la commune
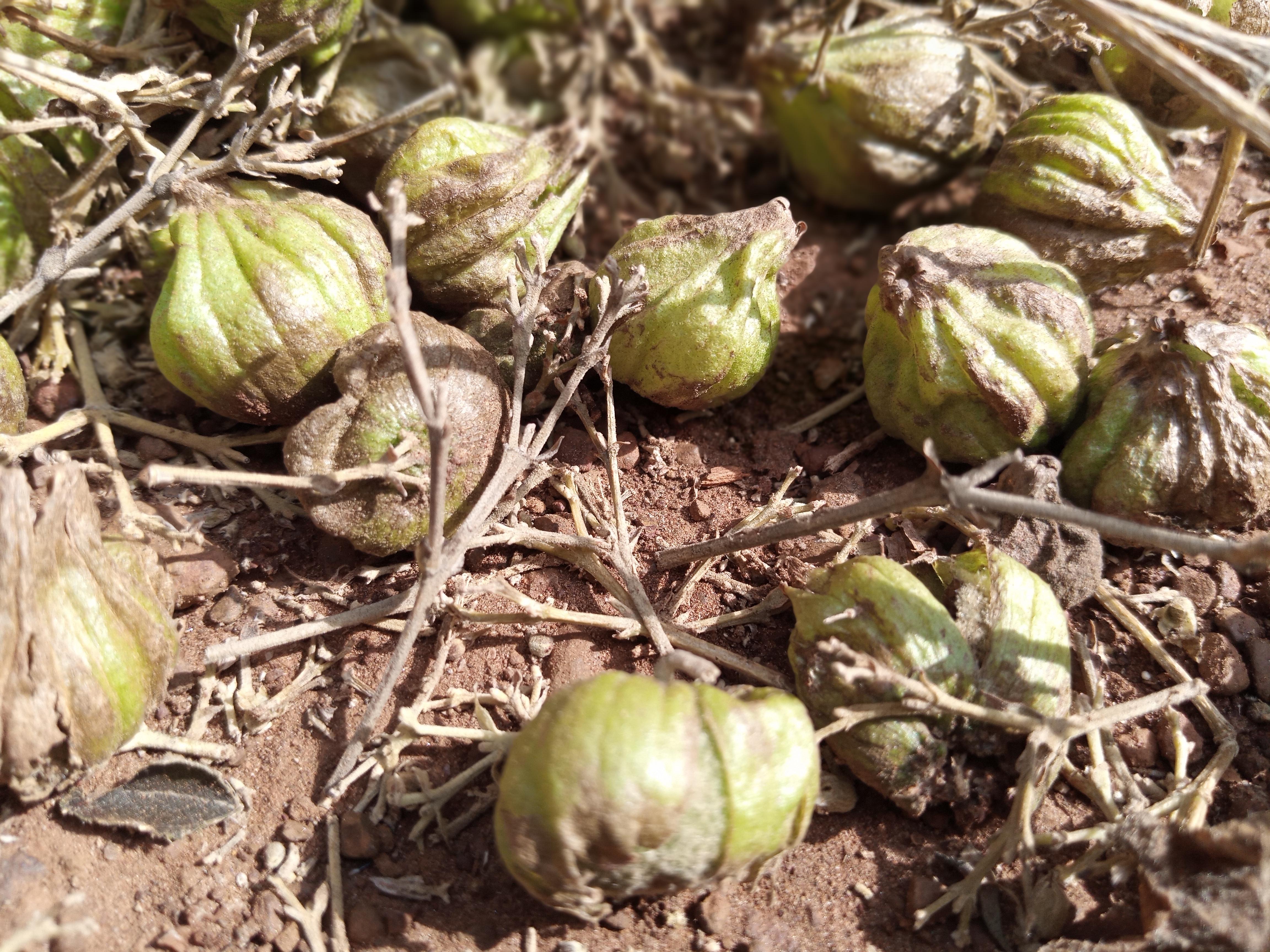
Fruits du tectona grandis, forêt classée de la Lama, commune de Zogbodomey au Bénin
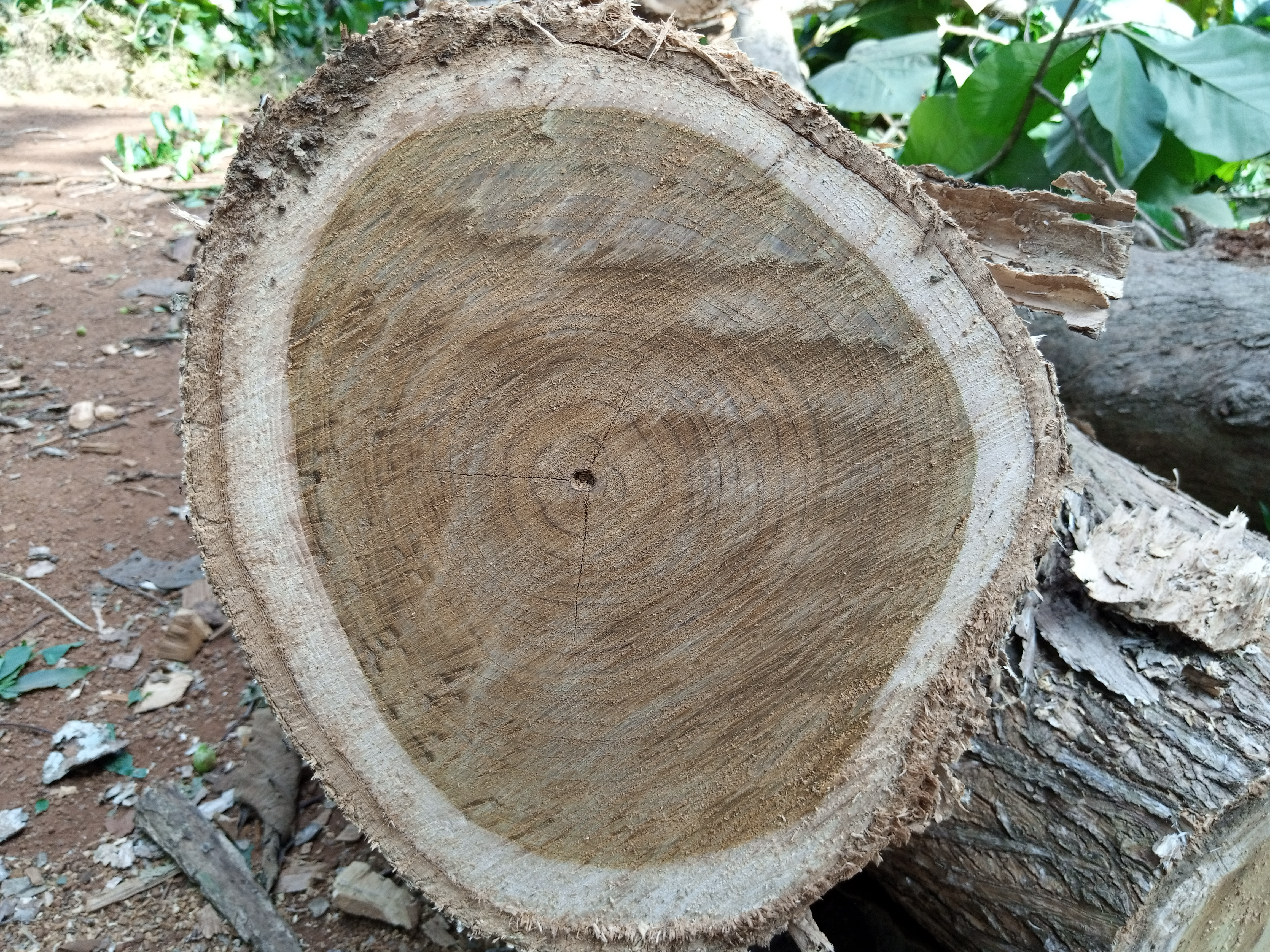
Coupe de tronc de tectona grandis, forêt classée de la Lama, commune de Zogbodomey au Bénin